# Edis Matusevičius
Edis Matusevičius (ur. 30 czerwca 1996) – litewski lekkoatleta specjalizujący się w rzucie oszczepem.
W 2013 nie udało mu się awansować do finału podczas mistrzostw świata juniorów młodszych oraz juniorskich mistrzostw Europy. Szósty oszczepnik mistrzostw świata U20 w Eugene (2014). Rok później zdobył brązowy medal czempionatu Europy juniorów w Eskilstunie. Po dyskwalifikacji Mołdawianina Andriana Mardare został mistrzem uniwersjad (2019).
Złoty medalista mistrzostw Litwy oraz reprezentant kraju na drużynowych mistrzostwach Europy.
Rekord życiowy: 89,17 (27 lipca 2019, Połąga) rekord Litwy.

## Osiągnięcia
| Rok  | Impreza                                  | Miejsce    | Pozycja           | Wynik |
| ---- | ---------------------------------------- | ---------- | ----------------- | ----- |
| 2013 | II liga drużynowych mistrzostw Europy    | Kowno      | 4. miejsce        | 66,61 |
| 2013 | Mistrzostwa świata juniorów młodszych    | Donieck    | el. – 17. miejsce | 68,88 |
| 2013 | Mistrzostwa Europy juniorów              | Rieti      | el. – 21. miejsce | 63,84 |
| 2014 | I liga drużynowych mistrzostw Europy     | Tallinn    | 7. miejsce        | 70,90 |
| 2014 | Mistrzostwa świata juniorów              | Eugene     | 6. miejsce        | 70,58 |
| 2015 | I liga drużynowych mistrzostw Europy     | Heraklion  | 5. miejsce        | 73,08 |
| 2015 | Mistrzostwa Europy juniorów              | Eskilstuna | 3. miejsce        | 77,48 |
| 2016 | Mistrzostwa Europy                       | Amsterdam  | el. – 21. miejsce | 77,86 |
| 2017 | II liga drużynowych mistrzostw Europy    | Tel Awiw   | 2. miejsce        | 80,09 |
| 2017 | Młodzieżowe mistrzostwa Europy           | Bydgoszcz  | 5. miejsce        | 76,82 |
| 2017 | Mistrzostwa świata                       | Londyn     | el. –             | NM    |
| 2017 | Uniwersjada                              | Tajpej     | el. – 18. miejsce | 70,61 |
| 2018 | Mistrzostwa Europy                       | Berlin     | 10. miejsce       | 77,64 |
| 2019 | Uniwersjada                              | Neapol     | 1. miejsce        | 80,07 |
| 2019 | I liga drużynowych mistrzostw Europy     | Sandnes    | 1. miejsce        | 82,35 |
| 2019 | Mecz Europa – USA                        | Mińsk      | 3. miejsce        | 83,54 |
| 2019 | Mistrzostwa świata                       | Doha       | el. – 22. miejsce | 79,60 |
| 2021 | Igrzyska olimpijskie                     | Tokio      | el. – 14. miejsce | 81,24 |
| 2023 | II dywizja drużynowych mistrzostw Europy | Chorzów    | 1. miejsce        | 84,22 |
| 2023 | Uniwersjada                              | Chengdu    | 1. miejsce        | 80,37 |
| 2023 | Mistrzostwa świata                       | Budapeszt  | 8. miejsce        | 82,29 |
| 2024 | Mistrzostwa Europy                       | Rzym       | 4. miejsce        | 83,96 |
| 2024 | Igrzyska olimpijskie                     | Paryż      | el. – 21. miejsce | 79,40 |
| 2025 | I dywizja drużynowych mistrzostw Europy  | Madryt     | 3. miejsce        | 78,26 |